# Careproctus stigmatogenus
Careproctus stigmatogenus är en fiskart som beskrevs av Stein 2006. Careproctus stigmatogenus ingår i släktet Careproctus och familjen Liparidae. Inga underarter finns listade.